# 静岡県立伊豆総合高等学校土肥分校
静岡県立伊豆総合高等学校土肥分校（しずおかけんりつ いずそうごうこうとうがっこう といぶんこう）は、静岡県伊豆市土肥にある県立高等学校の分校。
2017年3月までは、静岡県立土肥高等学校（しずおかけんりつ といこうとうがっこう）の校名の独立校だった。

## 設置学科
- 普通科
- 商業科（2016年度をもって募集停止）

## 沿革
- 1955年（昭和30年）5月1日 - 静岡県立松崎高等学校の西伊豆分校土肥教場として設立。
- 1959年（昭和34年）4月1日 - 県立に移管し、静岡県立松崎高等学校土肥分校となる。
- 1966年（昭和41年）3月31日 - 独立し、静岡県立土肥高等学校となる。
- 2016年（平成28年）11月 - 商業科の募集停止と普通科の伊豆総合高校の分校化を発表。
- 2017年（平成29年）4月 - 静岡県立伊豆総合高等学校土肥分校となる。

## 校訓
- 身体を鍛え知性をみがこう
- 青春を謳歌し夢を語ろう
- 自分の言動に責任を持とう